# Верхньотерсянська сільська рада
| Верхньотерсянська сільська рада — колишній орган місцевого самоврядування у Гуляйпільському районі Запорізької області з адміністративним центром у с. Верхня Терса. Історична дата утворення: в 1921 році. Сільській раді були підпорядковані населені пункти: - с. Верхня Терса - с. Гірке - с. Криничне - с. Цвіткове |

## Склад ради
Рада складалася з 16 депутатів та голови.

### Керівний склад ради
| ПІБ                               | Основні відомості                                                                                     | Дата обрання | Дата звільнення |
| --------------------------------- | --- | ------------ | --------------- |
| Застрожніков Володимир Леонідович | Сільський голова, 1966 року народження, освіта, член Соціал-демократичної партії України (об'єднаної) | 26.03.2006   | 31.10.2010      |
| Домашенко Ірина Миколаївна        | Сільський голова, 1960 року народження, освіта вища                                                   | 31.10.2010   | 22.01.2012      |
| Тилик Володимир Федорович         | Сільський голова, 1977 року народження, освіта вища, член Партії регіонів                             | 22.01.2012   |                 |

Примітка: таблиця складена за даними джерела

## Населення
Згідно з переписом УРСР 1989 року чисельність наявного населення сільської ради становила 1165 осіб, з яких 519 чоловіків та 646 жінок.
За переписом населення України 2001 року в сільській раді мешкало 1085 осіб.

### Мова
Розподіл населення за рідною мовою за даними перепису 2001 року:
| Мова       | Відсоток |
| ---------- | -------- |
| українська | 91,91 %  |
| російська  | 3,91 %   |
| вірменська | 3,27 %   |
| молдовська | 0,18 %   |
| білоруська | 0,09 %   |
| болгарська | 0,09 %   |
| грецька    | 0,09 %   |
| інші       | 0,46 %   |